# Gray Maynard
Bradley Gray Maynard,
né le 9 mai 1979 à Phoenix dans l'Arizona, est un pratiquant américain d'arts martiaux mixtes (MMA). Il est actuellement en concurrence dans la division des poids légers de l'Ultimate Fighting Championship.

## Parcours en MMA

### The Ultimate Fighter
Gray Maynard prend part à la cinquième saison de la série The Ultimate Fighter. Il rejoint l'équipe dirigée par B.J. Penn, opposée à celle de Jens Pulver pour cette édition dédiée aux poids légers.

### Ultimate Fighting Championship
Après presque un an hors de l'Octogone, Maynard est prévu face à T.J. Grant pour l'UFC 160, le 25 mai 2013. Le président de l'UFC, Dana White, annonce lors de la conférence de presse suivant l'évènement UFC on Fox 7 que ce combat déterminera le prochain adversaire de l'actuel champion de la division poids légers, Ben Henderson. Grant prend l'ascendant sur l'échange en boxe et remporte le match par TKO dans le 1er round en envoyant un coup de genou au visage de Maynard, suivi de quelques coups de poing
Maynard rencontre ensuite une troisième fois Nate Diaz lors de l'évènement final de la 18e saison de The Ultimate Fighter. Le 30 novembre 2013, Diaz remporte ce combat par TKO dès le 1er round en enchainant de nombreux coups de poing sur un Maynard encore debout, adossé à la cage mais complètement sonné. Il s'écroule en essayant de rejoindre son coin.

## Palmarès en MMA
| 20 combats     | 12 victoires | 6 défaites |
| Par KO         | 2            | 4          |
| Par soumission | 0            | 0          |
| Sur décision   | 10           | 2          |
| Égalités       | 1            | 1          |
| Sans décision  | 1            | 1          |

| Résultat      | Record     | Adversaire         | Méthode              | Événement                                              | Date              | Round | Temps | Lieu                                  | Notes                                                              |
| ------------- | ---------- | ------------------ | -------------------- | ------------------------------------------------------ | ----------------- | ----- | ----- | ------------------------------------- | ------------------------------------------------------------------ |
| Défaite       | 12-6-1 (1) | Ryan Hall          | Décision unanime     | The Ultimate Fighter 24 Finale                         | 3 décembre 2016   | 3     | 5:00  | Las Vegas, Nevada, États-Unis         |                                                                    |
| Victoire      | 12-5-1 (1) | Fernando Bruno     | Décision unanime     | The Ultimate Fighter 23 Finale                         | 8 juillet 2016    | 3     | 5:00  | Las Vegas, Nevada, États-Unis         |                                                                    |
| Défaite       | 11-5-1 (1) | Alexander Yakovlev | Décision unanime     | UFC Fight Night: Mendes vs. Lamas                      | 4 avril 2015      | 3     | 5:00  | Fairfax, Virginie, États-Unis         |                                                                    |
| Défaite       | 11-4-1 (1) | Ross Pearson       | TKO (coups de poing) | UFC Fight Night: Bader vs. St. Preux                   | 16 août 2014      | 2     | 1:35  | Bangor, Maine, États-Unis             |                                                                    |
| Défaite       | 11-3-1 (1) | Nate Diaz          | TKO (coups de poing) | The Ultimate Fighter: Team Rousey vs. Team Tate Finale | 30 novembre 2013  | 1     | 2:38  | Las Vegas, Nevada, États-Unis         |                                                                    |
| Défaite       | 11-2-1 (1) | T.J. Grant         | TKO (coups de poing) | UFC 160: Velasquez vs. Silva II                        | 25 mai 2013       | 1     | 2:07  | Las Vegas, Nevada, États-Unis         | Pour déterminer l'aspirant n°1 au titre des poids légers de l'UFC. |
| Victoire      | 11-1-1 (1) | Clay Guida         | Décision partagée    | UFC on FX: Guida vs. Maynard                           | 22 juin 2012      | 5     | 5:00  | Atlantic City, New Jersey, États-Unis |                                                                    |
| Défaite       | 10-1-1 (1) | Frankie Edgar      | KO (coups de poing)  | UFC 136: Edgar vs. Maynard III                         | 8 octobre 2011    | 4     | 3:54  | Houston, Texas, États-Unis            | Pour le titre des poids légers de l'UFC.                           |
| Égalité       | 10-0-1 (1) | Frankie Edgar      | Égalité partagée     | UFC 125: Resolution                                    | 1er janvier 2011  | 5     | 5:00  | Las Vegas, Nevada, États-Unis         | Pour le titre des poids légers de l'UFC.                           |
| Victoire      | 10-0 (1)   | Kenny Florian      | Décision unanime     | UFC 118: Edgar vs. Penn 2                              | 28 août 2010      | 3     | 5:00  | Boston, Massachusetts, États-Unis     | Pour déterminer l'aspirant n°1 au titre des poids légers de l'UFC. |
| Victoire      | 9-0 (1)    | Nate Diaz          | Décision partagée    | UFC Fight Night: Maynard vs. Diaz                      | 11 janvier 2010   | 3     | 5:00  | Fairfax, Virginie, États-Unis         |                                                                    |
| Victoire      | 8-0 (1)    | Roger Huerta       | Décision partagée    | UFC Fight Night: Diaz vs. Guillard                     | 16 septembre 2009 | 3     | 5:00  | Oklahoma City, Oklahoma, États-Unis   |                                                                    |
| Victoire      | 7-0 (1)    | Jim Miller         | Décision unanime     | UFC 96: Jackson vs. Jardine                            | 7 mars 2009       | 3     | 5:00  | Columbus, Ohio, États-Unis            |                                                                    |
| Victoire      | 6-0 (1)    | Rich Clementi      | Décision unanime     | UFC 90: Silva vs. Côté                                 | 25 octobre 2008   | 3     | 5:00  | Rosement, Illinois, États-Unis        |                                                                    |
| Victoire      | 5-0 (1)    | Frankie Edgar      | Décision unanime     | UFC Fight Night: Florian vs. Lauzon                    | 2 avril 2008      | 3     | 5:00  | Broomfield, Colorado, États-Unis      |                                                                    |
| Victoire      | 4-0 (1)    | Dennis Siver       | Décision unanime     | UFC Fight Night: Swick vs. Burkman                     | 23 janvier 2008   | 3     | 5:00  | Las Vegas, Nevada, États-Unis         |                                                                    |
| Victoire      | 3-0-0 (1)  | Joe Veres          | KO (coup de poing)   | UFC Fight Night: Thomas vs. Florian                    | 19 septembre 2007 | 1     | 0:09  | Las Vegas, Nevada, États-Unis         |                                                                    |
| Sans décision | 2-0 (1)    | Rob Emerson        | No Contest           | The Ultimate Fighter: Team Pulver vs. Team Penn Finale | 23 juin 2007      | 2     | 0:39  | Las Vegas, Nevada, États-Unis         | Les deux combattants sont KO.                                      |
| Victoire      | 2-0        | Brent Weedman      | Décision unanime     | WEF: Orleans Arena                                     | 10 juin 2006      | 3     | 5:00  | Las Vegas, Nevada, États-Unis         |                                                                    |
| Victoire      | 1-0        | Josh Powell        | TKO (coups de poing) | Title Fighting Championships 1                         | 21 avril 2006     | 1     | 2:56  | Des Moines, Iowa, États-Unis          |                                                                    |